# Андре Сантос
Андре Сантос (порт. André Santos, нар. 8 березня 1983, Сан-Паулу) — бразильський футболіст, захисник.
Виступав, зокрема, за «Корінтіанс», «Фенербахче» та «Арсенал», а також національну збірну Бразилії. У складі збірної — володар Кубка Конфедерацій.

## Клубна кар'єра
Народився 8 березня 1983 року в місті Сан-Паулу. Вихованець футбольної школи клубу «Фігейренсе». Дорослу футбольну кар'єру розпочав 2003 року в основній команді того ж клубу, взявши участь у 61 матчі чемпіонату. Також здавався на правах оренди в клуби «Фламенго» та «Атлетіко Мінейру», вигравши з першими у 2006 році Кубок Бразилії

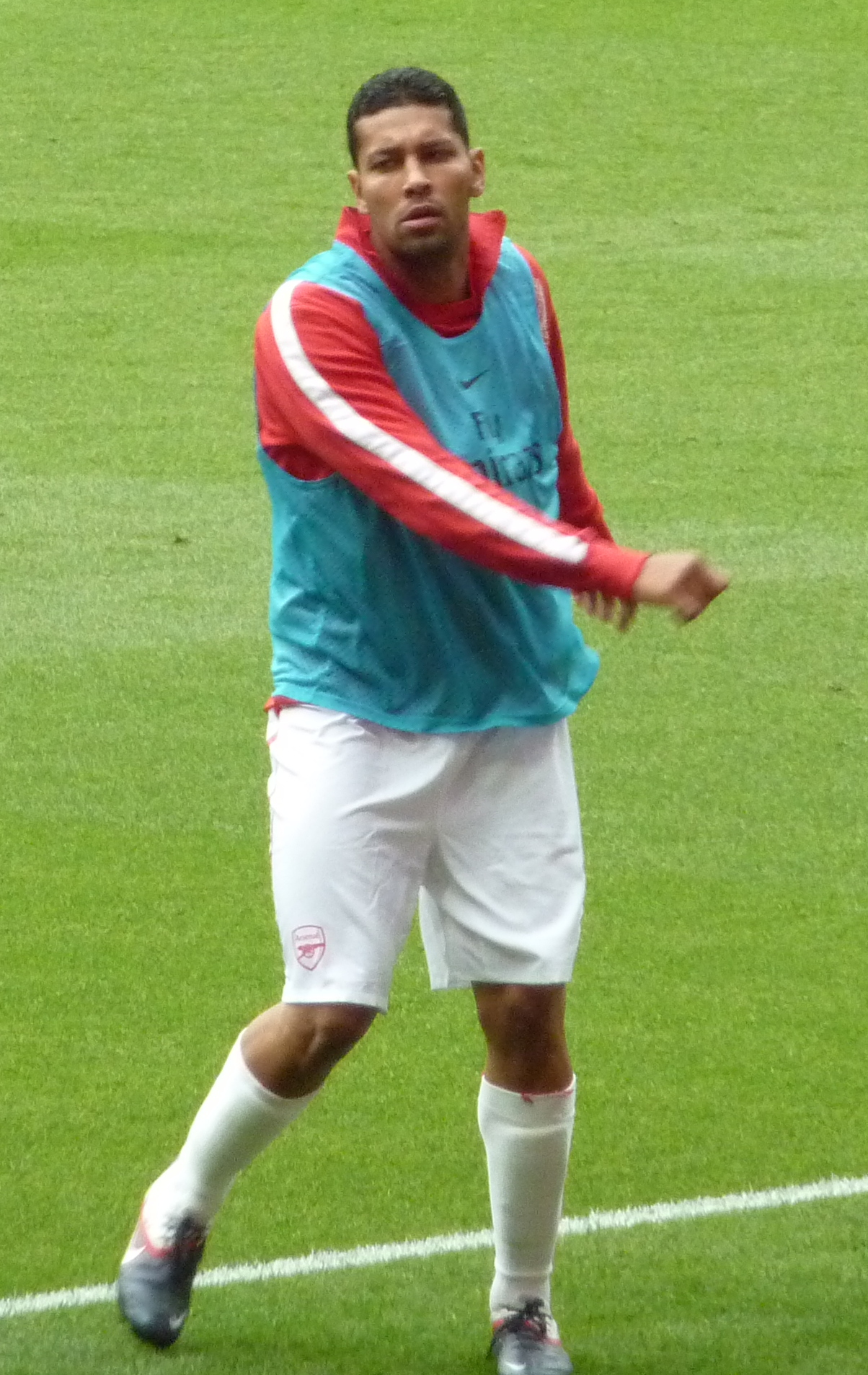
Андре Сантос під час виступів за «Арсенал». 10 вересня 2011 року.

На початку 2008 року перейшов у «Корінтіанс», з яким в тому з сезоні виграв Серію В і вийшов в елітний дивізіон, а наступного року виграв другий у своїй кар'єрі Кубок Бразилії. Протягом цих років виборов титул володаря Кубка Бразилії.
Своєю грою за останню команду привернув увагу представників тренерського штабу турецького «Фенербахче», до складу якого приєднався 20 липня 2009 року разом зі своїм товаришем по команді Крістіаном Бароні., підписавши контракти на п'ять років. Відіграв за стамбульську команду наступні два сезони своєї ігрової кар'єри. Більшість часу, проведеного у складі «Фенербахче», був основним гравцем захисту команди і виграв за цей час чемпіонат і Суперкубок Туреччини.
[31 серпня]] 2011 року уклав контракт з лондонським «Арсеналом», який заплатив за бразильця за 6.3 мільйонів фунтів, проте на туманному альбіоні Сантос закріпитись не зумів, через що у лютому 2013 року був відданий в оренду «Греміо» до кінця сезону, а у липні перейшов на постійній основі в «Фламенго». Тут Андре втретє виграє Кубок Бразилії 2013 року, але з наступного сезону став зрідка виходити на поле і в підсумку 15 серпня 2014 року контракт гравця з клубом було розірвано за обопільної згоди.
29 вересня 2014 року Сантос приєднався до клубу новоствореної індійської Суперліги «Гоа». Там Сантос мав успішний сезон з клубом, дійшовши до півфіналу турніру і був ключовим гравцем в «Гоа». Він забив 4 голи, проте в півфінальній зустрічі не реалізував післяматчеве пенальті, через що клуб припинив боротьбу за трофей.
5 лютого 2015 року Сантос підписав контракт з клубом бразильської Серії D «Ботафогу Сан-Паулу», проте вже влітку того ж року повернувся до Європи, ставши гравцем клубу другого швейцарського дивізіону «Віль», де провів сезон 2015/16, зайнявши з командою 3 місце.
24 червня 2016 року Сантос підписав дворічний контракт з турецьким клубом «Болуспор» другого за рівнем дивізіону країни. Там за два сезони встиг відіграти 55 матчів і забити 15 голів.
Завершив кар'єру 2018 року у рідному «Фігейренсе», куди повернувся після 11-річної перерви.
Навесні 2024 року приєднався до російського аматорського клубу «Сокіл» (Сільце) з чемпіонату Брянської області.

## Виступи за збірну
Не маючи у своєму активі жодного матчу за національну збірну, Андре Сантос був включений у заявку на розіграш Кубка конфедерацій 2009 року у ПАР, де 15 червня і дебютував в офіційних матчах у складі національної збірної Бразилії в зустрічі проти збірної Єгипту (4:3). Після цього Сантос зіграв і в чотирьох наступних матчах бразильців на турнірі, здобувши того року титул переможця турніру.
Через два роки у складі збірної був учасником Кубка Америки 2011 року в Аргентині, де також зіграв у всіх чотирьох матчах збірної на турнірі, проте бразильці вилетіли у чвертьфіналі, поступившись в серії пенальті парагвайцям, причому Андре Сантос не реалізував один з ударів своєї збірної.
Всього провів у формі головної команди країни 25 матчів.

## Титули і досягнення
- Володар Кубка Бразилії (3):

«Фламенго»: 2006, 2013: «Корінтіанс»: 2009
- Чемпіон Туреччини (1):

«Фенербахче»: 2010–2011
- Володар Суперкубка Туреччини (1):

«Фенербахче»: 2009
- Чемпіон штату Санта-Катаріна (1):

«Фігейренсе»: 2004
- Чемпіон штату Сан-Паулу (1):

«Корінтіанс»: 2009
- Чемпіон штату Ріо-де-Жанейро (1):

«Фламенго»: 2014
- Володар Кубка конфедерацій (1):

Бразилія: 2009